# Centralny Zarząd Przemysłu Metalowego
Centralny Zarząd Przemysłu Metalowego – jednostka organizacyjna Ministerstwa Przemysłu i Handlu, powołana w celu koordynowania, nadzorowania i kontrolowania oraz sprawowania ogólnego kierownictwa nad działalnością gospodarczą przedsiębiorstw państwowych.

## Powołanie Zarządu
Na podstawie zarządzenia Ministra Przemysłu i Handlu z 1948 r. wydane w porozumieniu z Ministrem Skarbu i Prezesem Centralnego Urzędu Planowania o utworzeniu Centralnego Zarządu Przemysłu Metalowego ustanowiono Zarząd. Powołanie Zarządu pozostawało w ścisłym związku dekretu z 1947 r. o tworzeniu przedsiębiorstw państwowych.
Nadzór państwowy nad Zarządem sprawował Minister Przemysłu i Handlu.

## Powstanie Zarządu
Centralny Zarząd Przemysłu Metalowego powstał w wyniku wydzielenia z administracji państwowej jednostki gospodarczej jako przedsiębiorstwa państwowego, prowadzonego w ramach narodowych planów gospodarczych i według zasad gospodarki handlowej.

## Przedmiot działalności Zarządu
Przedmiotem działalności Zarządu było koordynowanie, nadzorowanie i kontrolowanie oraz ogólne kierownictwo działalności gospodarczej przedsiębiorstw państwowych lub będących pod zarządem państwowym.

## Rada Nadzoru Społecznego
Przy Zarządzie powołana była Rada Nadzoru Społecznego, której zakres działania, sposób powoływana i odwoływania jej członków, organizację i sposób wykonywania powierzonych czynności określiło rozporządzenie Rady Ministrów Rada Nadzoru Społecznego miała charakter niezależnego organu nadzorczego, kontrolnego oraz opiniodawczego, podlegającego w swej działalności nadzorowi Prezydium Krajowej Rady Narodowej.

## Organ zarządzający
Organem zarządzającym Zarządu była dyrekcja powoływana i zwalniana przez Ministra Przemysłu i Handlu i składająca się z dyrektora generalnego, reprezentującego dyrekcję samodzielnie oraz z podległych dyrektorowi generalnemu czterech dyrektorów głównych.
Do ważności zobowiązań zaciąganych przez Zarządu wymagane było współdziałanie, zgodnie z uprawnieniami przewidzianymi w statucie:
- dwóch członków dyrekcji łącznie,
- jednego członka dyrekcji łącznie z pełnomocnikiem handlowym w granicach jego pełnomocnictwa,
- dwóch pełnomocników handlowych łącznie w granicach ich pełnomocnictw

## Wykaz przedsiębiorstw nadzorowanych
- Mostostal – Budowa Mostów i Konstrukcji Stalowych – przedsiębiorstwo państwowe wyodrębnione – Zabrze[1],
- Zjednoczenie Przemysłu Urządzeń Mechanicznych – przedsiębiorstwo państwowe wyodrębnione – Warszawa,
- Zjednoczenie Przemysłu Precyzyjnego i Optycznego – przedsiębiorstwo państwowe wyodrębnione – Warszawa,
- Zjednoczenie Przemysłu Narzędziowego – przedsiębiorstwo państwowe wyodrębnione – Warszawa,
- Zjednoczenie Przemysłu Maszyn Włókienniczych – przedsiębiorstwo państwowe wyodrębnione – Łódź,
- Zjednoczenie Przemysłu Maszyn i Narzędzi Rolniczych – przedsiębiorstwo państwowe wyodrębnione – Łódź,
- Zjednoczenie Przemysłu Odlewniczego – przedsiębiorstwo państwowe wyodrębnione – Kraków,
- Zjednoczone Zakłady Wyrobów Metalowych – przedsiębiorstwo państwowe wyodrębnione – Radom,
- Wytwórnie Sprzętu Komunikacyjnego – przedsiębiorstwo państwowe wyodrębnione – Warszawa,
- Zakłady Mechaniczne „Ursus” – przedsiębiorstwo państwowe wyodrębnione Ursus,
- Wytwórnia Sprzętu Mechanicznego – przedsiębiorstwo państwowe wyodrębnione – Łódź,
- Zakłady Sprzętu Transportowego – przedsiębiorstwo państwowe wyodrębnione – Warszawa,
- Zjednoczone Zakłady Rowerowe – przedsiębiorstwo państwowe wyodrębnione – Bydgoszcz,
- Zakłady Starachowickie – przedsiębiorstwo państwowe wyodrębnione – Starachowice,
- Kuźnia Ustroń – przedsiębiorstwo państwowe wyodrębnione – Ustroń,
- Centralne Biuro Konstrukcyjne Nr 5 – przedsiębiorstwo państwowe wyodrębnione – Warszawa,
- Kieleckie Zakłady Wyrobów Metalowych – przedsiębiorstwo państwowe wyodrębnione – Kielce,
- Zjednoczenie Przemyślu Odlewniczego – przedsiębiorstwo państwowe wyodrębnione – Radom,
- Fabryki Drutu i Wyrobów z Drutu – przedsiębiorstwo państwowe wyodrębnione – Bytom,
- Zjednoczenie Przemysłu Wyrobów z Blachy – przedsiębiorstwo państwowe wyodrębnione – Bytom,
- Zakłady Opakowań Blaszanych – przedsiębiorstwo państwowe wyodrębnione – Kraków,
- Zjednoczone Fabryki Śrub i Nitów – przedsiębiorstwo państwowe wyodrębnione – Bielsko,
- Zakłady Wyrobów Kutych – przedsiębiorstwo państwowe wyodrębnione – Sosnowiec,
- Zjednoczone Fabryki Okuć i Sprzętów Metalowych – przedsiębiorstwo państwowe wyodrębnione – Bytom,
- Centrala Zaopatrzenia Materiałowego Przemysłu Metalowego – przedsiębiorstwo państwowe wyodrębnione – Warszawa,
- Biuro Projektowania Zakładów Przemysłu Metalowego – przedsiębiorstwo państwowa wyodrębnione – Warszawa.
- Zakłady Budowy Urządzeń Technicznych – przedsiębiorstwo państwowe wyodrębnione – Gliwice,
- Zakłady Budowy Urządzeń Kotlarsko-Mechanicznych – przedsiębiorstwo państwowe wyodrębnione – Kraków,
- Dolnośląskie Zakłady Budowy Urządzeń Przemysłowych – przedsiębiorstwo państwowe wyodrębnione – Nysa,
- Fabryka Maszyn Papierniczych – przedsiębiorstwo państwowe wyodrębnione w Jeleniej Górze,
- Pomorskie Zakłady Budowy Maszyn – przedsiębiorstwo państwowe wyodrębnione – Bydgoszcz,
- Zakłady Mechaniczne im. Gen. Karola Świerczewskiego – przedsiębiorstwo państwowe wyodrębnione – w Elblągu,
- Warszawskie Zakłady Budowy Urządzeń Przemysłowych – przedsiębiorstwo państwowe wyodrębnione – w Warszawie,
- Stocznie Odrzańskie – przedsiębiorstwo państwowe wyodrębnione – Wrocław,
- Zakłady Przemysłowe H. Cegielski – przedsiębiorstwo państwowe wyodrębnione – Poznań,
- Pierwsza Fabryka Lokomotyw w Polsce – przedsiębiorstwo państwowe wyodrębnione – Chrzanów,
- Chorzowska Wytwórnia Konstrukcji Stalowych – przedsiębiorstwo państwowe wyodrębnione – Chorzów II,
- Fabryka Wagonów Pafawag – przedsiębiorstwo państwowe wyodrębnione – Wrocław,
- Zaodrzańskie Zakłady Konstrukcji Stalowych – przedsiębiorstwo państwowe wyodrębnione – Zielona Góra,
- Sanocka Fabryka Wagonów – przedsiębiorstwo państwowe wyodrębnione – Sanok,
- Krakowska Fabryka Sygnałów Kolejowych – przedsiębiorstwo państwowe wyodrębnione – Kraków,
- Bydgoska Fabryka Sygnałów Kolejowych – przedsiębiorstwo państwowe wyodrębnione – Bydgoszcz,
- Gotartowicka Fabryka Sygnałów Kolejowych – przedsiębiorstwo państwowe wyodrębnione – Gotartowice,
- Centralne Biuro Konstrukcyjne Nr 1 – przedsiębiorstwo państwowe wyodrębnione – Poznań.